# Les Fourmis (jeu vidéo, 2000)
Pour le jeu vidéo publié en 2024, voir Les Fourmis (jeu vidéo, 2024).
Pour les articles homonymes, voir Les Fourmis.
Les Fourmis est un jeu vidéo de stratégie en temps réel développé par Microids et sorti en 2000, basé sur le livre Les Fourmis de Bernard Werber.
Un remake du même nom est sorti en 2024.

## Système de jeu
Le joueur incarne le dirigeant d’une fourmilière de l’empire de Bel-o-kan, la fourmilière mère, que vous devez aider dans différentes missions (exemple : tuer le plus terrible des prédateurs, une mante religieuse). Le joueur n’a pour seul choix que la civilisation myrmycéenne des fourmis rousses. D’autres civilisations s’opposent à lui : abeilles, guêpes, termites, fourmis moissonneuses, tisserandes, rouges et naines. Il y a également des proies (chenilles…) et des prédateurs (mantes religieuses…).
Le joueur évolue dans deux environnements : la fourmilière et le grand extérieur.
La fourmilière s’organise autour de la salle de la Reine, des entrepôts, et des espaces réservés aux œufs et à la production de nourriture souterraine (champignons, pucerons, salle des gourdes…).
Seules les unités armées sont contrôlables ; les ouvrières ne respectent que des priorités définies par le joueur (nourriture, entretien des salles…) ; il est donc possible de construire la fourmilière de son choix.
En hiver, les fourmis sont en hibernation, et un autre but du jeu est donc de survivre à chaque saison.
Le jeu permet des affrontements à plusieurs, jusqu'à 8 joueurs en réseau local.

## Équipe de développement
- Directeur du développement : Didier Poulain
- Chef de projet : Julien Marty
- Design : Julien Marty, Pascal Mory, Xavier-Claude Passery, Bernard Werber
- Lead Programmer : Vincent L'hermite
- Programmeurs : Fabrice Colard, Thomas Malahel, Didier Poulain, Fabrice Toledano, Mehdi Chihaoui, Vincent Duvernet, Florent Fradet, Olivier Martin, Guillaume Mirey, Olivier Morel, Sandra Morlot, Emmanuel Perez, Antoine Rey, Laurent Zaslavsky
- Programmeurs additionnels : Alexis de Castillon, Samir Gharib, Thierry Robin
- Moteur 3D : 4X Technologies
- Lead Graphistes : Éric Carme, Ludovic Delcroix
- Graphistes : Michael Attia, Alexis Dzimira, Stephen Magnardi, Laurent Makowski, Stéphane Yilmaz
- Level Designer : Cyril Tourtzevitch
- Testeurs : Christophe Barthelemy, Bruno Bidet, Mohamed Essaghir, Xavier-Claude Passery, Cyril Tourtzevitch, S. Jean, P. Lussier, A. Bacon, P. Hellouin, M. Larivière, J-F Roy, M. Villandré, L. Tremblay
- Effets et ambiances sonores : Vicky Bazombanza
- Encyclopédie : Bernard Werber, Lionel Barthelemy, Guillaume Mirey, Cyril Tourtzevitch
- Directeur Marketing : Michel Bams
- Chef de produit : Nathalie Baule, Claude Isabelle Vieillard

## Extension
Il existe un add-on, Les Fourmis : Les Guerres de l'Ouest.

## Publicité
La publicité du jeu a été portée par le slogan : « Plongez-vous dans l’univers fascinant des fourmis. »

## Accueil
| Les Fourmis           |      |       |
| Média                 | Pays | Notes |
| Computer Gaming World | US   | 3.5/5 |
| GameSpot              | US   | 56 %  |
| Gen4                  | FR   | 4/6   |
| IGN                   | US   | 60 %  |
| Jeuxvideo.com         | FR   | 17/20 |
| Joystick              | FR   | 78 %  |
| PC Zone               | US   | 54 %  |
| Compilations de notes |      |       |
| Metacritic            | US   | 59 %  |